# Red (Taylor's Version)
Red (Taylor's Version) — другий перезаписаний альбом американської співачки і авторки пісень Тейлор Свіфт. Випущений лейблом Republic Records 12 листопада 2021 року як частина контрзаходів Свіфт проти купівлі майстрів її попереднього каталогу, альбом є перезаписом четвертого студійного альбому Тейлор Свіфт — "Red" (2012), і слідує за першим перезаписом — "Fearless (Taylor's Version)" (2021).
30-трековий Red (Taylor's Version) містить перезаписані версії 20 пісень із розкішного видання "Red". Благодійний сингл "Ronan" (2012) та 10-хвилинна нескорочена версія «All Too Well». Власні записи Тейлор Свіфт «Better Man» (2016) і «Babe» (2018), а також шість раніше невиданих треків "From the Vault". Тейлор Свіфт і Крістофер Роу продюсували альбом за участю більшості оригінальних продюсерів, серед яких були також Аарон Десснер і Джек Антонофф. Гарі Лайтбоді та Ед Ширан повернулися, щоб запропонувати "гостьовий вокал", а також Фібі Бріджерс і Кріс Степлтон як нові доповнення.
Зустрічений широким визнанням альбом "Red (Taylor's Version)" був високо оцінений за вокал Тейлор Свіфт, покращену якість виробництва та нові треки. Сучасні критики описували його як класичний поп запис із кантрі основою, що містить рок та електроніку, досліджуючи різноманітну динаміку кохання, життя, втрати та душевного болю. Альбом побив низку комерційних рекордів, включно з тижневим тижнем продажів вінілу в історії MRC Data та рекордом Spotify за кількістю одноденних трансляцій альбому виконавиці. Він очолив чарти в Аргентині, Австралії, Канаді, Ірландії, Новій Зеландії, Норвегії, Шотландії та Великобританії. У Сполучених Штатах це був четвертий номер один для Свіфт у чарті Billboard 200 менш ніж за 16 місяців, що зробило її виконавицею, яка найшвидше зібрала чотири альбоми номер один.
Тейлор Свіфт просувала альбом телевізійними виступами на NBC і власноруч знятим All Too Well: The Short Film. 26 її треків потрапили в американський Billboard Hot 100, отримавши рекорд за кількістю нових записів виконавця за один тиждень. "All Too Well (10 Minute Version)" дебютував на вершині хіт-параду, ставши для Тейлор Свіфт восьмим номером один у Hot 100 і найдовшим лідером хіт-параду всіх часів. "I Bet You Think About Me" та "Message in a Bottle" стали радіо-синглами в стилі кантрі та поп відповідно. Альбом назвали "Red (Taylor's Version)" ключовим моментом поп-культури 2021 року. Він отримав численні нагороди, у тому числі <i id="mwRQ">Billboard</i> Music Award, дві American Music Awards, Grammy Award та ще дві номінації.

## Передумови
Музично і лірично альбом "Red" нагадував людину з розбитим серцем. У ньому було багато всього, розбита мозаїка почуттів, які, зрештою, якимось чином склалися воєдино. Щасливий, вільний, розгублений, самотній, спустошений, ейфорійний, дикий і замучений спогадами про минуле. Немов приміряючи на себе шматочки нового життя, я пішла до студії і експериментувала з різними звуками та співавторами. І я не впевнена, чи то я виливала свої думки в цей альбом, чи то чула, як тисячі ваших голосів співають мені тексти у пристрасній солідарності, чи то просто прийшов час, але щось зцілилося на цьому шляху.
— Тейлор Свіфт згадує альбом "Red" у соціальних мережах

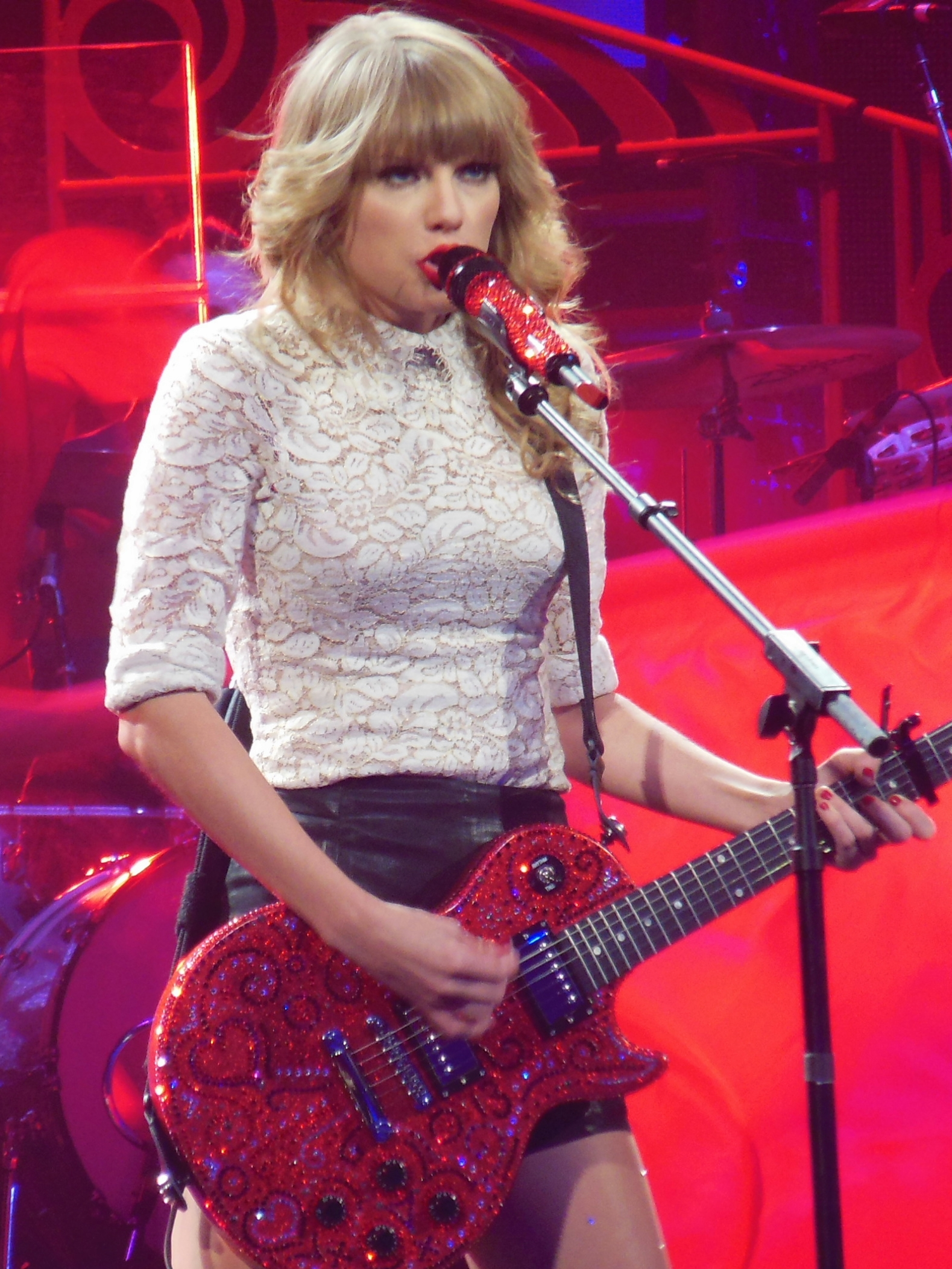
Тейлор Свіфт виступає на Red Tour (2013)

Четвертий студійний альбом Тейлор Свіфт — "Red" , був випущений 22 жовтня 2012 року американським незалежним звукозаписним лейблом Big Machine Records. Це стало свідком того, як Свіфт вийшла за межі свого сільського коріння та дослідила мейнстрім поп-музики, поєднуючи різноманітні жанри. Ця спроба була зустрінута загалом позитивними відгуками та широким комерційним успіхом. Він отримав першу пісню Свіфт номер один у US Billboard Hot 100, головний сингл альбому «We Are Never Ever Getting Back Together » та інші успішні сингли у 2012 та 2013 роках, такі як "I Knew You Were Trouble", "22" і "Everything Has Changed". "Red" став першим альбомом Тейлор Свіфт номер один у Великій Британії та її альбомом із найбільшою кількістю синглів у топ-10 Великобританії. Протягом багатьох років альбом отримав похвалу критиків за демонстрацію артистизму та універсальності Свіфт. Він став одним із найбільш визнаних альбомів десятиліття 2010-х років, з’явившись у багатьох списках найкращої музики наприкінці десятиліття. Журнал Rolling Stone поставив його під номером 99 у своєму списку 500 найкращих альбомів усіх часів. Станом на червень 2021 року "Red" перемістив понад 7,5 мільйонів одиниць альбомного еквівалента тільки в США.
Відповідно до контракту з Big Machine Тейлор Свіфт випустила шість студійних альбомів під лейблом з 2006 по 2017 рік. Наприкінці 2018 року контракт із лейблом закінчився, тому вона вийшла з Big Machine і підписала нову угоду про звукозапис із Republic Records, підрозділом Universal Music Group, що забезпечило їй права на володіння майстрингами нової музики, яку вона випускатиме. У 2019 році американський бізнесмен Скутер Браун і його компанія Ithaca Holdings придбали Big Machine. У рамках придбання право власності на майстер-класи перших шести студійних альбомів Свіфт, включаючи "Red", перейшло до Брауна. У серпні 2019 року Свіфт засудила покупку Брауном лейблу та оголосила, що перезапише свої перші шість студійних альбомів, щоб сама володіти їх майстерингами. У листопаді 2020 року Скутер Браун продав майстер-класи Shamrock Holdings, американській приватній інвестиційній компанії, що належить маєтку Disney, за умови, що Браун і Ithaca Holdings продовжуватимуть отримувати фінансовий прибуток від альбомів. Тейлор Свіфт почала перезапис альбомів у листопаді 2020 року.
"Fearless (Taylor's Version)", перший із шести її перезаписаних альбомів, вийшов 9 квітня 2021 року. Він досяг критичного та комерційного успіху і дебютував під номером один у чарті Billboard 200 як перший перезаписаний альбом в історії, який очолив чарт, повернувшись на перше місце через 13 років після випуску оригіналу – у 2008. Усі її сингли, "Love Story (Taylor's Version)", "You All Over Me" і "Mr. Perfectly Fine", потрапили до топ-10 Billboard Hot Country Songs, першою з яких була її перша номер один у чарті після "We Are Never Ever Getting Back Together" і зробив її лише другою виконавицею в історії, яка очолила чарт як з оригінальним, так і з перезаписом однієї пісні, після "I Will Always Love You" Доллі Партон.

## Музика та слова

### Композиція
Музичні критики характеризували "Red (Taylor's Version)" як поп і кантрі альбом. Пісні поєднують еклектичні стилі від синті-попу до арена-року з використанням як акустичних інструментів, так і електронних елементів. Треки 1–20 є перезаписами всіх пісень на оригінальному "Red", а трек 21 — "Ronan (Taylor's Version)", є перезаписом благодійного синглу, який Тейлор Свіфт випустила в 2012 році. Усі перезаписані композиції музично ідентичні оригінальним записам 2012 року, за винятком пісні «Girl at Home», яка була перероблена на електропоп і синті-поп. Перезаписані композиції мають дещо гострішу продукцію та підкреслюють інструменти, які, за словами Керрі Баттан з The New Yorker, нагадують живі виступи. Критики відзначили, що вокал Свіфт на "Red (Taylor's Version)" більш зрілий і резонансний порівняно з оригіналом.
Треки 22–30 позначені як «From the Vault», це пісні, написані Свіфт, проте не увійшли до остаточної версії альбому 2012 року. Хоча всі треки "From the Vault" складаються з неопублікованих пісень, дві пісні — "Better Man" і "Babe" — це пісні, написані Свіфт і записані Little Big Town у 2016 році та Sugarland у 2018 році відповідно.

### Треки "From the Vault"
"Better Man" — це кантрі-балада на банджо, яка включає мандоліну та струнні з текстом про наслідки болісного розставання. "Nothing New" — це фолк- дует із Фібі Бріджерс, текст якого стосується проблем старіння та «несправедливих соціальних очікувань щодо молодих жінок». "Babe" — це ска-поп пісня зі слайд-гітарою, клавішними, духовими та перкусією. Його слова описують помилки у розриві стосунків.
"Message in a Bottle" — це бадьорий танцювальний поп- трек про початок романтичного зв’язку.   "I Bet You Think About Me" — це кантрі-поп пісня з бек-вокалом Кріса Степлтона та видатною губною гармошкою. У ньому є нахабні тексти, які висміюють розкішний і претензійний спосіб життя колишнього коханця.  "Forever Winter" – це потужна поп пісня, яка починається енергійними духовими. Вокал Свіфт у пісні характеризується «нюансами, широким діапазоном», швидкими, дихаючими нотами складів, налаштованими на валторни, флейти та гітари. Текст пісні «Forever Winter» спрямований до друга Свіфта, який має проблеми з психічним здоров’ям.
"Run" — це акустичний дует з Едом Шираном, який орієнтується на інді-фолк. Він керується гітарою та оркестровими композиціями, а текст складається з романтичних жестів. "The Very First Night" — це швидка танцювально-поп-пісня, створена за допомогою електронного програмування та банджо, у якій Свіфт бажає повернутися в минуле, щоб зробити момент ідеальним. "All Too Well (10 Minutes Version)" — найдовша пісня Свіфт у всій її дискографії, — це повільна балада, яка наповнена глухим і наполегливим звучанням бас-гітари, а також додатковими куплетами, приспівом із аутро в нижньому темпі. Його текст містить більш феміністичну пропозицію порівняно з п’ятихвилинною версією та містить популярну цитату Вільяма Шекспіра "Все добре, що добре закінчується".

## Маркетинг

### Обкладинка
На обкладинці "Red (Taylor's Version)" зображена Тейлор Свіфт у вінтажному кабріолеті Chevrolet Cabriolet 1932 року випуску на осінньому фоні, одягнена у червону помаду, бежевий бушлат і бордову рибальську кепку «Matti». Джанесса Леоне розробила шапку, яка згодом була швидко розпродана на веб-сайті Леоне. Тейлор Свіфт також одягла індивідуальне червоне кільце на обкладинці, розроблене ювеліром Кеті Вотерман. Вона носила фірмову каблучку Вотермена "Love ring", подаровану їй донькою Вотермена Клер Вінтер Кіслінгер у 2011 році, коли Тейлор писала оригінальний "Red" (2012).

### Реліз
18 червня 2021 року Свіфт оголосла, що "Red (Taylor's Version)", перезаписаний випуск "Red", буде випущений 19 листопада 2021 року та міститиме всі 30 пісень, які мали бути у версії 2012 року. Вона також розповіла про оригінальну 10-хвилинну версію улюбленого треку "All Too Well", який був дуже бажаний фанатами, як частину трек-листа, який був «ймовірно 20-хвилинною піснею» за словами американської авторки пісень Ліз Роуз, яка була співавтором деяких треків на перших двох студійних альбомах Свіфт — "Taylor Swift" (2006) і "Fearless" (2008). Одночасно з оголошенням були доступні попередні замовлення на цифровий альбом.
27 червня англійський співак і автор пісень Ед Ширан з’явився в The Official Big Top 40, де підтвердив свою участь у "Red (Taylor's Version)", сказавши, що перезаписав пісню "Everything Has Changed" — його дует зі Свіфт на "Red". Через три дні благодійний сингл Свіфт 2012 року "Ronan" також був підтверджений як трек до альбому Майєю Томпсон, співавторкою Свіфт і матір'ю пісні. 5 серпня Тейлор Свіфт опублікувала загадкове відео у своїх соціальних мережах, дражнивши головоломку зі словами, яку фанати повинні розгадати; у ньому були написані "Chris Stapleton", "Phoebe Bridgers", "Babe", "Better Man" і "All Too Well (10 Minute Version)". Водночас на веб-сайті Swift зросли попередні замовлення на компакт-диски з альбомом. Вона опублікувала офіційний трек-лист 6 серпня  Перш ніж випустити будь-яку пісню з "Red (Taylor's Version)", Свіфт випустила "Wildest Dreams (Taylor's Version)" 17 вересня, трек, який повинен був увійти до перезапису її студійного альбому 2014 року — "1989" . Вона сказала, що бачила "Wildest Dreams" в тренді на TikTok і подумала, що шанувальники повинні мати перезаписану версію.
30 вересня Тейлор Свіфт оголосила, що "Red (Taylor's Version)" вийде 12 листопада, на тиждень раніше запланованого. Вона підтвердила, що вінілові платівки альбому також будуть відправлені того ж тижня. Фрагмент заголовної пісні "Red (Taylor's Version)" представлений у тизерному відео, опублікованому Тейлор Свіфт 24 жовтня, у червоній сукні, червоному кільці з обкладинки альбому, а також низці червоного одягу та аксесуарів. 5 листопада через "Good Morning America" Свіфт опублікувала тизер "All Too Well: The Short Film", який заснований на однойменній пісні та названий за нею, показ якого відбудеться 12 листопада разом з альбомом. У тизері було показано старовинний автомобіль, що проїжджає повз дорогу, оточену осіннім лісом, і він був написаний і режисером Свіфт із собою, Седі Сінк і Діланом О'Браєном. 11 листопада в її соціальних мережах було опубліковано офіційний постер фільму, а потім короткий тизер 24-го треку альбому "Babe (Taylor's Version)" на Tumblr.
Тейлор Свіфт випустила п’ять компіляцій із шести пісень: "Red (Taylor's Version)": Could You Be the One Chapter, "Red (Taylor's Version)": розділ «Вона написала пісню про мене», "Red (Taylor's Version)": розділ уповільненої зйомки, "Red (Taylor's Version)": З розділів The Vault і The More Red (Taylor's Version):13, 18, 25 і 31 січня 2022 року та 13 березня 2023 року відповідно.

### Просування
Тейлор Свіфт рекламував альбом на всіх трьох вечірніх шоу американської телевізійної мережі NBC, які всі записувалися на Rockefeller Plaza, 30. Вона з'явилася на ток-шоу "The Tonight Show Starring Jimmy Fallon" і "Late Night with Seth Meyers", які транслювалися один за одним 11 листопада, після чого опівночі відбувся випуск альбому. Вона з'явилася як музичний гість комедійного скетч-шоу "Saturday Night Live" 13 листопада — це була її п'ята поява в шоу, де вона виконала 10-хвилинну версію "All Too Well". Перше живе виконання "All Too Well (10 Minute Version)" відбулося в Лінкольн-центрі, Нью-Йорк, 12 листопада після прем’єри саморежисованого Свіфт "All Too Well: The Short Film", у якому зіграли Седі Сінк і Ділан О'Браєн. Starbucks співпрацює зі Свіфт, щоб відзначити випуск "Red (Taylor's Version)", який збігся з "святковим сезоном червоної чашки" компанії. Клієнти могли замовити улюблений кавовий напій Свіфт, просто замовивши "Taylor's Latte", тоді як її музика, включаючи альбом, звучала в магазинах Starbucks.

### Сингли
15 листопада 2021 року "I Bet You Think About Me"  за участю Кріса Степлтона було показано на радіостанціях США як сингл із альбому. Того ж дня "All Too Well (10-хвилинна версія)" з цифровою обкладинкою було доступно для завантаження у веб-магазині Тейлор Свіфт як рекламний сингл. Пісня дебютувала на вершині Billboard Hot 100. Вона стала восьмим номером один для Свіфт у цьому чарті та найдовшою піснею номер один в історії, обігнавши "American Pie (Parts I and II)" попереднього рекордсмена Дона Макліна. "Message in a Bottle" мало чимали вплив на американське поп-радіо пізніше того ж місяця.

## Оцінка критиків
"Red (Taylor's Version)" отримав широке визнання музичних критиків, які високо оцінили покращене виробництво та вокал Свіфт. У "Metacritic", який призначає нормалізований рейтинг зі 100 рецензіям від професійних видань, альбом отримав середню оцінку 91 на основі 16 рецензій, що вказує на «загальне визнання». Це проект Свіфт з найвищим рейтингом на сайті, і він зрівнявся з найвищим рейтингом альбому 2021 року з <i>"Carnage"</i> австралійських музикантів Ніка Кейва та Воррена Елліса.
У схвальній рецензії Лідія Бергам з "The New Zealand Herald" назвала "Red (Taylor's Version)" найбільшим твором Свіфт. Музичний критик "Rolling Stone" Роб Шеффілд  Хелен Браун з "The Independent", Мелісса Реґуєрі з "USA Today", Боббі Олів’є зі "Spin"  і Ханна Мілрі "NME" високо оцінили всі аспекти альбому, особливо розширена суть і покращена інструментальна якість, назвавши його кращою версією альбому.  Бет Кіркбрайд із Clash сказала, що "Red (Taylor's Version)" — це «помішання жанрів», яке грає з різними стилями та «вправа в катарсисі». Отримавши омріяну нагороду «Найкраща нова музика», Олівія Горн з "Pitchfork" сказала, що "Red (Taylor's Version)" містить характерний для Свіфт «екстатичний, експресивний вокал, терпкий гумор, яскраві образи та ніжну увагу до нюансів кохання та втрати», і робить мистецький вислів про перегляд минулого, «як приємних, так і менш приємних частин».
Різні рецензенти, такі як Енді фон Піп "Under the Radar" і Кріс Вілман "Variety", високо оцінили вокальне виконання Свіфт. Кейт Соломон з "I" написала, що «вокал, який [Свіфт] додає до пісень, схожий на те, як вона насолоджується цим знанням, розминаючи нові м’язи». Деякі критики підкреслювали проникливість і музикальність Тейлор Свіфт. Пол "The Line of Best Fit" висловив думку, що "Red (Taylor's Version)" «поєднує в собі обслуговування шанувальників разом із глибокою документацією одного з найкращих авторів пісень сучасної поп-музики на ключовому етапі її кар’єри», і додав, що Свіфт ретельно підготувала розширений трек-лист без виходячи з початкової привабливості альбому. Джонатан Кіф  "Slant Magazine", Спенсер Корнгабер "The Atlantic" і Мері Сірокі "Consequence" вважають, що розширений альбом свідчить про музичне зростання Свіфт, випромінюючи «сильніший емоційний резонанс».
Огляд "Sputnikmusic" назвав альбом «абсолютним тріумфом» за проникливість його музичного та ліричного підходу та розкритикував власну «незрілу» рецензію альбому на сайті в 2012 році, підтвердивши, що «спостереження Свіфт про кохання та життя у віці двадцяти двох років були правдивими». просто дивовижно". У менш схвальній рецензії авторка The Guardian Лора Снейпс заявила, що голос Свіфт багатший і зріліший у перезаписаному альбомі, але відсутність у ньому звуків «трохи притупляє шалену, надзвичайно мстиву гостроту» оригіналу.

## Подяки
"Red (Taylor's Version)" отримав багато нагород музичної індустрії, наприклад, розміщення в списках найкращих. На церемонії <i id="mwAj0">Billboard</i> Music Awards 2022 року Свіфт отримала сім номінацій, у тому числі в категорії "Найкращий кантрі-альбом", "Найкращий кантрі-виконавець", «Найкраща виконавиця країни» та "Найкращий виконавець <i id="mwAkI">у Billboard</i> 200". На церемонії American Music Awards 2022 Свіфт виграла всі шість своїх номінацій, у тому числі "Артистка року", "Улюблена поп-виконавиця" та "Улюблена виконавиця кантрі". На 65-й щорічній церемонії вручення премії "Греммі» «All Too Well (10 Minute Version)", "All Too Well: The Short Film" і "I Bet You Think About Me" були номіновані на «Пісню року», «Найкраще музичне відео» та «Найкраще кантрі». Пісня, відповідно з "All Too Well: The Short Film" перемагає у своїй категорії.
| Публікація | Номінація                       | Ранг | Ref.   |
| ---------- | ------------------------------- | ---- | ------ |
| Billboard  | 50 найкращих альбомів 2021 року | 25   | [ 78 ] |
| Clash      | 50 найкращих альбомів 2021 року | 12   | [ 79 ] |
| Insider    | Найкращі альбоми 2021 року      | 4    | [ 80 ] |
| Metacritic | 40 найкращих альбомів 2021 року | 2    | [ 81 ] |
| People     | Найкращі альбоми 2021 року      | 4    | [ 82 ] |

| організація             | рік      | Нагорода                                                      | Результат  |
| ----------------------- | -------- | ------------------------------------------------------------- | ---------- |
| Guinness World Records  | 2022 рік | Більшість трансляцій альбому першого дня на Spotify (жіночий) | Перемога   |
| NME Awards              | 2022 рік | Найкраще перевидання                                          | Перемога   |
| Kids' Choice Awards     | 2022 рік | Улюблений альбом                                              | Номінація  |
| Billboard Music Awards  | 2022 рік | Кращий кантрі-альбом                                          | Перемога   |
| American Music Awards   | 2022 рік | Улюблений поп/рок альбом                                      | Перемога   |
| American Music Awards   | 2022 рік | Альбом улюбленої країни                                       | Перемога   |
| ARIA Music Awards       | 2022 рік | Кращий міжнародний артист                                     | Номіновано |
| Gold Derby Music Awards | 2023 рік | Найкращий кантрі/американський альбом                         | Перемога   |
| Juno Awards             | 2023 рік | Міжнародний альбом року                                       | Номіновано |

## Комерційні показники
Після випуску "Red (Taylor's Version)", альбом побив кілька рекордів потокового передавання. Він став найбільш транслюваним альбомом виконавиці на Spotify за день із понад 90,8 мільйонів глобальних потоків у день відкриття, перевищивши попередній рекорд у 80,6 мільйонів за власним альбомом "Folklore" (2020) Тейлор Свіфт. Підкріплена чудовою продуктивністю альбому, Тейлор Свіфт також стала жінкою, яка найчастіше транслювала за один день — із понад 122,9 мільйони глобальних потоків на платформі за всю її дискографію — і перша жінка в історії Spotify, яка зібрала 100 мільйонів потоків за день. Альбом розійшовся понад 1,2 мільйона альбомних еквівалентів у всьому світі за перший тиждень. Усі треки альбому з’явилися в чарті <i id="mwAxA">Billboard</i> Global 200 як 28 нових записів разом із "Enchanted" (2010), "Blank Space" (2014) та "Wildest Dreams (Taylor's Version)" (2021), що дало Swift — 31 пісня, що потрапила в чарт того самого тижня (27 листопада 2021 року). 25 із них увійшли до топ-100 регіонів. Наприкінці року Свіфт стала жінкою, яку найчастіше транслювали на Spotify у 2021 році, і другою виконавицею за кількістю трансляцій після пуерториканського репера Bad Bunny. Міжнародна федерація фонографічної індустрії (IFPI) повідомила, що Тейлор Свіфт стала найбільш продаваною солісткою та виконавицею у світі 2021 року третій рік поспіль. У 2021 році альбом розійшовся тиражем у 1,14 мільйона копій.

### США
Протягом п’яти днів після релізу "Red (Taylor’s Version)" було продано понад 500 000 одиниць альбому, у тому числі 325 000 альбомів, що стало найбільшим тижнем продажів для альбому в 2021 році, перевершивши власний "Evermore" (2020). З цих продажів 112 000 було продано у форматі вінілових платівок, що побило рекорд тижневої кількості продажів вінілу для альбому в історії MRC Data (раніше також належав "Evermore"). Водночас Тейор Свіфт мала три тижні з чотирьох найбільших продажів альбомів у 2021 році: "Red (Taylor's Version)", "Evermore" та "Fearless (Taylor's Version)".
Після завершення повного тижня відстеження "Red (Taylor's Version)" дебютував під номером один у Billboard 200 з 605 000 одиниць, ставши третім за величиною тижнем 2021 року, поступившись 30-му місці Адель (839 000) і "Certified Lover Boy" Дрейка (613 000). Сума першого тижня складається з 303,23 мільйон потоків за запитом, найбільший тижневий трансляційний тиждень 2021 року для жіночого альбому, другий за кількістю в історії після альбому Аріани Гранде "Thank U, Next" 2019 року (307,1 мільйонів потоків) і найбільший для альбому кантрі, перевершивши альбом Morgan Wallen 2021 року "Dangerous: The Double Album" (240,18 мільйон). Альбом почався з 369 000 чистих продажів альбомів, з яких 114 000 були продажі вінілових платівок, і став найбільшим тижнем продажів для кантрі-альбому з тих пір, як Люк Брайан "Crash My Party" продав 528 000 примірників у 2014 році. Це стало для Свіфт десятим лідером чарту Billboard 200, зробивши її другою жінкою, яка записала стільки альбомів номер один після Барбри Стрейзанд, у якої 11. Тейлор Свіфт також стала найшвидшою солісткою, яка посіла чотири перші місця в Billboard 200 (менше ніж за 16 місяців), побивши 46-річний рекорд Елтона Джона. Крім того, альбом очолив "Топ кантрі-альбомів", став сьомим номером один для Свіфт і провів на вершині 7 тижнів, допомогвши Свіфт перевершити Шанайю Твен як найдовше правлячу виконавицю в чарті з 98 тижнями на вершині. "Red (Taylor's Version)" посів друге місце в списку найбільш продаваних альбомів 2021 року разом із "Fearless (Taylor's Version)", "Evermore" та "Folklore" у топ-10. Станом на липень 2023 року в країні було продано 3,32 мільйона одиниць альбому.
26 композицій альбому одночасно потрапили до Billboard Hot 100, встановивши рекорди за кількістю дебютів у Hot 100 за один тиждень і найбільшою кількістю одночасних входів до Hot 100 виконавицею, обидва з яких належала самій Свіфт із випуском альбому "Lover" (2019). Загальна кількість її записів за кар’єру зросла до 164, подовжуючи її рекорд за кількістю гарячих 100 записів виконавиці. Чотири з цих треків потрапили до топ-40 регіону Hot 100, в результаті чого загальна кількість записів Свіфт у топ-40 досягла 85 — це третя найвища сума в історії, випередивши Елвіса Преслі. "All Too Well (Taylor's Version)", завдяки успіху свого 10-хвилинного виконання, посіла перше місце в чарті Hot 100 як восьма пісня Свіфт, яка посідає перше місце в США. Тейлор Свіфт стала першою виконавицею в історії, який дебютував під номером один у чартах Billboard 200 і Hot 100 одночасно в трьох різних випадках, після "Cardigan" і "Folklore" у серпні 2020 року та  "Willow" і "Evermore" у грудні 2020 року.

### В інших країнах
"Red (Taylor's Version)" відкрився на першій позиції Billboard Canadian Albums, поставивши Свіфт її десятий поспіль альбом номер один у Канаді. Усі його композиції дебютували в канадському чарті Hot 100 разом, з "All Too Well (Taylor's Version)" під номером один, "State of Grace (Taylor's Version)" під номером 9 і дев’ятьма іншими треками в топ-40. "Red (Taylor's Version)" став найбільш продаваним кантрі-альбомом у Канаді виконавиці у 2021 році. Загалом це був п’ятий бестселер у всіх жанрах і один із 10 найбільш продаваних цифрових, компакт-дисків і вінілових альбомів.
У Сполученому Королівстві альбом дебютував під номером один у UK Albums Chart і розійшовся понад 72 000 одиниць протягом першого тижня. Це став восьмий поспіль альбом номер один для Свіфт, зрівнявши її з Кайлі Міноуг як виконавицею, яка посідає друге місце за альбомами номер один у Великобританії лише після Мадонни (12). У 2021 році "Red (Taylor's Version)" отримав найбільшу кількість продажів серед жінок-художниць на тижні відкриття, випередивши "Sour" Олівії Родріго (51 000 одиниць).
Він також очолив ірландський чарт альбомів як сьомий альбом Тейлор Свіфт номер один в Ірландії — це найбільше для виконавиці цього тисячоліття. Альбом дебютував на вершині хіт-параду поряд із "All Too Well (Taylor's Version)", яка дебютувала на вершині Irish Singles Chart, ставши «подвійним хіт-парадом». Крім того, "State of Grace (Taylor's Version)" і "Red (Taylor's Version)" посіли 7 і 9 позиції в чарті синглів відповідно.
В Австралії Свіфт досягла подвійного хіт-параду, очоливши чарти ARIA Albums і Singles одночасно. Вона записала свій дев’ятий альбом номер один на першому з "Red (Taylor's Version)" і свій другий у 2021 році після "Fearless (Taylor's Version)". Тейлор Свіфт стала першою виконавицею в історії ARIA Charts, яка записала чотири альбоми номер один за два роки. Крім того, вона зрівнялася з Емінемом за кількістю альбомів номер один поспіль у чарті альбомів ARIA, по дев’ять кожен. "All Too Well (Taylor's Version)" дебютувала на вершині чарту синглів як восьма австралійська пісня №1 Свіфт. Це був четвертий випадок, коли вона досягла подвійного хіт-параду після альбому "1989" та пісні"Blank Space" у 2014 році, альбому "Folklore" та пісні «Cardigan», а також "Evermore" та "Willow". Одинадцять інших треків з "Red (Taylor's Version)" також увійшли до чарту синглів ARIA того ж тижня. Альбом також дебютував під номером один у чарті альбомів Нової Зеландії, став десятим альбомом Свіфт під номером один. В Японії альбом дебютував під номером 15 в Oricon Albums Chart  і в Japanese Hot Albums Billboard Japan під номером 16. 

## Вплив
Різні бренди та компанії використовували свої облікові записи в соціальних мережах, щоб підтримати альбом; деякі з них додали "(Taylor's Version)" до своїх імен користувачів Twitter протягом тижня випуску. Виробник фітнес-обладнання "Peloton" оголосив, що пісні з альбому будуть використовуватися на заняттях на вимогу, таких як їзда на велосипеді, біг і йога, якщо буде багато запитів. Газета писала, що вплив Свіфт «відчувався в соціальних мережах», а бренди «скористалися його імпульсом». "Inc." заявила, що компанії використали культурну актуальність альбому. Косметологічна компанія "Cosmetify" повідомила, що кількість пошукових запитів "червона помада" в Google зросла на 669 відсотків після випуску "Red (Taylor's Version)".
ЗМІ та шанувальники в Інтернеті охрестили альбом "Red (Taylor's Version)" як частину музичного тренду 2021 року під назвою "Sad Girl Autumn" або "Sad Girl Fall", який відноситься до випуску меланхолійної та інтроспективної музики виконавиць восени, таких як Адель "30" і Mitski "The Only Heartbreaker". Це аналог "Hot Girl Summer" — крилатої фрази, яку придумала американська реперка Меган Ті Сталліон у своїй однойменній пісні 2019 року. Сама Свіфт визнала цей феномен, випустивши акустичне виконання "All Too Well (10 Minute Version)" із підзаголовком "Sad Girl Autumn Version".
The Wall Street Journal заявив, що "Red (Taylor's Version)" «змінює музичну індустрію», підкреслюючи, як перезаписані пісні перевершують свої оригінальні аналоги в потокових сервісах, стають вірусними в TikTok і укладають «вигідні» ліцензійні угоди для використання в фільми. За даними газети, Universal Music Group — материнська компанія Republic Records — запровадила суворіші умови угод щодо запису, що фактично подвоїло час, перш ніж виконавець зможе перезаписати свою музику. Інші зміни в контрактах включали збільшення виплат роялті артистам відповідно до їхніх вимог щодо кращої частки доходу.  "Variety" назвала Свіфт «королевою потоку» за встановлення кількох рекордів потокового передавання з випуском "Red (Taylor's Version)". Rolling Stone висловив думку, що перевиданий альбом отримав першу пісню, і сказав, що розкішні або спеціальні видання альбомів часто є «хитрою», але "Red (Taylor's Version)" кинув виклик цій нормі та розвивався на основі оригінальний альбом, а не намагатися його замінити.
Публікації стверджують, що випуск "Red (Taylor's Version)", "All Too Well (10 Minute Version)", супровідного короткометражного фільму та спільний перезапис Свіфт є одним із найбільших ньюсмейкерів і моментів поп-культури 2021 року. "Vogue" назвав його «мультимедійним релізом, який домінує в циклі новин» і заявив, що «ніхто не випускає (або не перевидає!) такий альбом, як Тейлор Свіфт». Академія звукозапису назвала "Red (Taylor's Version)" поп-феноменом, який визначив 2021 рік. Журналісти "Ms." та "<i id="mwA-s">Slate"</i> заявили, що "Red (Taylor's Version)" є свідченням "Red", наголошуючи на тому, що деякі критики в 2012 році назвали альбом "Red" неадекватним альбомом, посилаючись на його «гіперемоційність і одержимий романтизм», але зрештою побачили в ньому «майстер-клас з авторства естрадної пісні та поезії, що випередила свій час». Пані написала, що сексистська перевірка того періоду применшила її артистизм. "Slate" заявив, що засоби масової інформації не відчувають симпатії до Свіфт, малюючи її як «божевільну, мстиву колишню» та не оцінюючи "Red" без упередження. "Billboard" назвав Тейор Свіфт «найбільшою поп-зіркою 2021 року» за її «однозначний» успіх того року. Свіфт була найбільш високооплачуваним музикантом 2021 року в світі, заробивши приблизно 65,8 мільйона доларів США.

## Трек-лист
| Red (Taylor's Version) track listing | Red (Taylor's Version) track listing                      | Red (Taylor's Version) track listing | Red (Taylor's Version) track listing     | Red (Taylor's Version) track listing |
| #                                    | Назва                                                     | Автор                                | Продюсер                                 | Тривалість                           |
| ------------------------------------ | --------------------------------------------------------- | ------------------------------------ | ---------------------------------------- | ------------------------------------ |
| 1.                                   | «State of Grace»                                          | Taylor Swift                         | Swift Christopher Rowe                   | 4:55                                 |
| 2.                                   | «Red»                                                     | Swift                                | Swift Rowe                               | 3:43                                 |
| 3.                                   | «Treacherous»                                             | Swift Dan Wilson                     | Wilson                                   | 4:02                                 |
| 4.                                   | «I Knew You Were Trouble»                                 | Swift Max Martin Shellback           | Swift Rowe Shellback                     | 3:39                                 |
| 5.                                   | «All Too Well»                                            | Swift Liz Rose                       | Swift Rowe                               | 5:29                                 |
| 6.                                   | «22»                                                      | Swift Martin Shellback               | Swift Rowe Shellback                     | 3:50                                 |
| 7.                                   | «I Almost Do»                                             | Swift                                | Swift Rowe                               | 4:04                                 |
| 8.                                   | «We Are Never Ever Getting Back Together»                 | Swift Martin Shellback               | Swift Rowe Shellback                     | 3:13                                 |
| 9.                                   | «Stay Stay Stay»                                          | Swift                                | Swift Rowe                               | 3:25                                 |
| 10.                                  | «The Last Time» (featuring Gary Lightbody of Snow Patrol) | Swift Lightbody Jacknife Lee         | Lee                                      | 4:59                                 |
| 11.                                  | «Holy Ground»                                             | Swift                                | Jeff Bhasker                             | 3:22                                 |
| 12.                                  | «Sad Beautiful Tragic»                                    | Swift                                | Swift Rowe Paul Mirkovich [a]            | 4:44                                 |
| 13.                                  | «The Lucky One»                                           | Swift                                | Bhasker                                  | 4:00                                 |
| 14.                                  | «Everything Has Changed» (featuring Ed Sheeran)           | Swift Sheeran                        | Butch Walker                             | 4:05                                 |
| 15.                                  | «Starlight»                                               | Swift                                | Swift Rowe Mirkovich [a]                 | 3:40                                 |
| 16.                                  | «Begin Again»                                             | Swift                                | Swift Rowe                               | 3:58                                 |
| 17.                                  | «The Moment I Knew»                                       | Swift                                | Swift Rowe Mirkovich [a]                 | 4:45                                 |
| 18.                                  | «Come Back... Be Here»                                    | Swift Wilson                         | Wilson                                   | 3:43                                 |
| 19.                                  | «Girl at Home»                                            | Swift                                | Elvira Anderfjärd                        | 3:40                                 |
| 20.                                  | «State of Grace» (acoustic version)                       | Swift                                | Swift Rowe                               | 5:21                                 |
| 21.                                  | «Ronan»                                                   | Swift Maya Thompson                  | Swift Rowe                               | 4:24                                 |
| 22.                                  | «Better Man»                                              | Swift                                | Swift Aaron Dessner                      | 4:57                                 |
| 23.                                  | «Nothing New» (featuring Phoebe Bridgers)                 | Swift                                | Swift Dessner Tony Berg [b]              | 4:18                                 |
| 24.                                  | «Babe»                                                    | Swift Patrick Monahan                | Swift Jack Antonoff                      | 3:44                                 |
| 25.                                  | «Message in a Bottle»                                     | Swift Martin Shellback               | Anderfjärd Shellback                     | 3:45                                 |
| 26.                                  | «I Bet You Think About Me» (featuring Chris Stapleton)    | Swift Lori McKenna                   | Swift Dessner                            | 4:45                                 |
| 27.                                  | «Forever Winter»                                          | Swift Mark Foster                    | Swift Antonoff                           | 4:23                                 |
| 28.                                  | «Run» (featuring Ed Sheeran)                              | Swift Sheeran                        | Swift Dessner                            | 4:00                                 |
| 29.                                  | «The Very First Night»                                    | Swift Amund Bjørklund Espen Lind     | Espionage Tim Blacksmith [a] Danny D [a] | 3:20                                 |
| 30.                                  | «All Too Well (10 Minute Version)»                        | Swift Rose                           | Swift Antonoff                           | 10:13                                |
| Загальна тривалість: 130:26          |                                                           |                                      |                                          |                                      |

## Кадри

### Музикантні
- Тейлор Свіфт - вокал, бек-вокал (1-4, 6-9, 11-15, 17, 18)
- Амос Геллер - бас-гітара (1, 2, 4-9, 16, 20), синтезаторний бас (5, 6, 8), плескання в долоні (9)
- Метт Біллінгслі - барабани, перкусія (1, 2, 4-9, 16, 20, 21); вібрафон (1), програмування барабанів (4, 6, 8), плескання (9)
- Макс Бернстайн - електрогітара (1, 2, 4, 9), синтезатор (4-6, 8, 9, 16, 20), акустична гітара (7), сталева гітара (16)
- Майк Медоуз - електрогітара (1), синтезатор (1, 2, 4, 6, 8), Hammond B3 (2, 16), акустична гітара (4-9, 11, 13, 16, 20), бек-вокал (5, 9), плескання (9), мандоліна (9, 16), фортепіано (21)
- Павло Сидоті - електрогітара (1, 2, 4-6, 8, 9, 16, 21), акустична гітара (7), фортепіано (20)
- Джонатан Юдкін - струнні (1, 2, 17), бузукі (2), скрипка (16)
- Девід Кук - фортепіано (2, 5, 16)
- Dan Wilson - бас, гітара (3, 18); бек-вокал (3)
- Аарон Стерлінг - барабани, перкусія, програмування (3, 18)
- Енді Томпсон - електрогітара (3), клавішні (3, 18), бас-гітара, диригент, синтезаторний бас (18)
- Сара Малфорд - фортепіано (3, 18), синтезатор (18)
- Ден Бернс - програмування (4, 6, 8)
- Jacknife Lee - бас-гітара, гітара, клавіатури, фортепіано (10)
- Давіде Россі - струнні аранжування, віолончель, альт, скрипка (10)
- Метт Бішоп - ударні (10)
- Гарі Лайтбоді - вокал, гітара (10); бек-вокал (14)
- Оуен Паллетт - струнні аранжування (10)
- Бебель Мацумія - бек-вокал (11, 13)
- Джефф Бхаскер - бек-вокал, синтезатор (11, 13)
- Ян Голд - програмування ударних (11, 13)
- Андерс Мурідсен - електрогітара (11, 13)
- Александр Саша Кривцов - акустична бас-гітара (12, 17), електрична бас-гітара (15)
- Джастін Дерріко - акустична гітара (12, 15, 17), бузукі, електрогітара (15); укулеле (17)
- Нейт Мортон - барабани (12, 15, 17), програмування барабанів (15)
- Пол Міркович - фортепіано, синтезатор (12, 15, 17); синтезаторний бас (12, 17), програмування барабанів (15, 17)
- Ед Ширан - вокал, акустична гітара (14, 28); бек-вокал (14)
- Бутч Вокер - бек-вокал, бас-гітара, ударні, гітара, клавішні, перкусія (14)
- Піт Амато - програмування барабанів (15)
- Чарлі Джадж - акордеон (16)
- Кейтлін Евансон - бек-вокал (16, 22)
- Ліз Х'юетт - бек-вокал (17, 22)
- Ден Левонн - віолончель (18)
- Кірстен Вітсон - віолончель (18)
- Рут Маршалл - віолончель (18)
- Чарлі Блок - контрабас (18)
- David Campbell - струнні аранжування (18)
- Сем Бергман - альт (18)
- Валері Літтл - альт (18)
- Еллісон Острандер - скрипка (18)
- Конор О'Браєн - скрипка (18)
- Еріка Хугевін - скрипка (18)
- Фелісіті Джеймс - скрипка (18)
- Халда Найлз - скрипка (18)
- Кейт Беннетт - скрипка (18)
- Мері Еліс Хаттон - скрипка (18)
- Наталія Моісеєва - скрипка (18)
- Нацукі Кумагаї - скрипка (18)
- Трой Гарднер - скрипка (18)
- Ельвіра Андерфьорд - бек-вокал, бас, барабани, клавішні, програмування (19, 25)
- Аарон Десснер - акустична гітара, бас-гітара, електрогітара, клавішні, фортепіано (22, 23, 26); синтезатор (22, 23, 28), програмування ударних (22, 28)
- Джош Кауфман - електрогітара (22, 26, 28), лап-сталь гітара (22, 26), акустична гітара, мандоліна (22); губна гармоніка (26)
- Лондонський сучасний оркестр - оркестр (22, 26, 28)
  - Галя Бісенгалієва - керівник оркестру, скрипка
  - Robert Ames - диригент
  - Джонні Байєрс, Макс Руїзі, Олівер Коутс - віолончелі
  - Дейв Браун - контрабас
  - Кліфтон Гаррісон, Метью Кеттл, Стефані Едмундсон, Зої Метьюз - альт
  - Анна Овсяникова, Анна де Бруїн, Антонія Кесель, Чаріс Дженсон, Шарлотта Рід, Елоїза-Флер Торн, Гай Баттон, Наталі Клуда, Ніколь Креспо О'Донох'ю, Ніколь Стоукс, Зара Бенюнес - скрипка
- Джеймс Кривченя - барабани, перкусія (22, 26, 28)
- Клариса Дженсен - віолончель (23)
- Юкі Нумата Резнік - скрипка (23)
- Фібі Бріджерс - вокал (23)
- Джек Антонофф - акустична гітара, бас-гітара, електрогітара, клавішні (24, 27, 30); меллотрон, перкусія, програмування (24, 27, 30); ударні (24, 27), 12-струнна акустична гітара (27), слайд-гітара (30)
- Майкі Фрідом Гарт - акустична гітара (24), celesta, Hammond B3 (24, 30); електрогітара, слайд-гітара, синтезатор (24, 27); бас-гітара, педальна сталева гітара (27); баритон-гітара, орган (30), фортепіано, Wurlitzer орган (30)
- Шон Хатчінсон - барабани, перкусія (24, 27, 30)
- Еван Сміт - флейта, саксофон (24, 27, 30); синтезатор (30)
- Майкл Ріддлбергер - перкусія (24, 27, 30)
- Коул Камен-Грін - труба (24, 27)
- Shellback - гітара, клавішні, програмування (25)
- Кріс Степлтон - вокал (26)
- Mark Foster - бек-вокал (27)
- Thomas Bartlett - клавішні, синтезатор (28)
- Еспен Лінд - бас-гітара (29)
- Freddy Holm - добро, гітара, клавішні (29)
- Торстейн Лофтус - барабани (29)
- Амунд Бйорклунд - клавішні (29)
- Боббі Хоук - струнні (30)

### Технічні
- Тейлор Свіфт - виконавчий продюсер
- Ренді Меррілл - мастеринг
- Şerban Ghenea - мікшування (1-21, 24, 25, 27, 29, 30)
- Джонатан Лоу - зведення, запис (22, 23, 25, 28, 30); інжиніринг (23, 28)
- Брайс Бордон - зведення (1-9, 11-21, 24, 25, 27), асистент зведення (10, 29)
- Дерек Гартен - інжиніринг, редагування (1, 2, 4-7, 9, 12, 15-17, 20, 21); вокальний інжиніринг (22)
- Джон Хейнс - інженерія (10, 29)
- Ян Голд - інжиніринг (11, 13)
- Аарон Десснер - інженерія (23, 28), запис (22, 23)
- Белла Бласко - інженерія, запис (23, 28)
- Вілл Маклеллан - інженерія (23, 28)
- Коул Камен-Грін - інженерія (24, 27)
- Девід Гарт - інженерія (24, 27, 30)
- Еван Сміт - інженерія (24, 27, 30)
- Джек Антонофф - інженерія, запис (24, 27, 30)
- Джон Руні - інженерія, інженерна допомога (24, 27, 30)
- Лора Сіск - інженерія, запис (24, 27, 30)
- Майкл Ріддлбергер - інженерія (24, 27, 30)
- Майкі Фрідом Харт - інженерія (24, 27, 30)
- Шон Хатчінсон - інженерія (24, 27, 30)
- Джон Готьє - інженерія (30)
- Девід Пейн - запис (1, 2, 5, 7, 16, 20, 21)
- Аарон Стерлінг - запис (3, 18)
- Енді Томпсон - запис (3, 18)
- Джон Марк Нельсон - запис (3, 18)
- Сара Малфорд - запис (3, 18)
- Джекнайф Лі - запис (10)
- Метт Бішоп - запис, монтаж (10)
- Тревіс Ференс - запис, додатковий інжиніринг (12, 15, 17); монтаж (15)
- Бутч Вокер - запис (14)
- Джастін Дерріко - запис (15), додатковий інжиніринг (12, 15, 17)
- Майлз Хенсон - запис (18)
- Ельвіра Андерфьорд - запис (19)
- Джеремі Мерфі - запис (22, 28)
- Еспен Лінд - запис (29)
- Майк Гартунг - запис (29)
- Christopher Rowe - вокальна інженерія
- Сем Голланд - вокальна інженерія (4, 8)
- Роберт Селленс - вокальна інженерія (14, 28)
- Тоні Берг - вокальне виробництво (23)
- Остін Браун - монтаж, технічна допомога (1, 2, 5, 7, 9, 16, 20, 21)
- Ден Бернс - додаткова інженерія (1, 2, 4, 5, 7-9, 16, 20, 21)
- Пол Міркович - додаткова інженерія (12, 15, 17)
- Піт Амато - додаткова інженерія (15)
- Даніель Фікка - додаткова інженерія (18)
- Джош Кауфман - додаткова інженерія (26)
- Джефф Фіцпатрік - інженерна допомога (17)
- Джон Шер - інженерна допомога (24, 27, 30)
- Лорен Маркес - інженерна допомога (24, 27, 30)
- Майкл Фейхі - інженерна допомога (26)

## Історія випуску
| Регіон    | Дата                | Версія           | Формат(и) | Мітка                  | Ref.    |
| --------- | ------------------- | ---------------- | --------- | ---------------------- | ------- |
| Весь світ | 12 листопада 2021 р | Стандартний      |           | Republic               | [ 126 ] |
| Японія    | 13 листопада 2021 р | Deluxe           | CD        | Universal Music Japan  | [ 127 ] |
| Бразилія  | 31 грудня 2021 р    | Стандартний      | CD        | Universal Music Brasil | [ 128 ] |
| Бразилія  | 7 лютого 2022 р     | Стандарт, Deluxe | Касета    | Universal Music Brasil | [ 128 ] |

## Дивіться також
- Список альбомів <i id="mwBLc">Billboard</i> 200 номер один 2021 року
- Список альбомів Великобританії номер один у 2020-х роках
- Список завантажень альбомів Великобританії номер один у 2020-х роках
- Список альбомів номер один 2021 року (Австралія)
- Список альбомів номер один 2021 року (Канада)
- Список альбомів номер один 2021 року (Ірландія)
- Список альбомів номер один 2020-х років (Нова Зеландія)
- Список альбомів номер один у Норвегії

## Нотатки
1. ↑  Both records were surpassed by Midnights, Swift's tenth studio album, on October 21, 2022.[1]
2. ↑  It is the tenth number-one album of Swift's career.
3. ↑  Not to be confused with the Walt Disney Company. Shamrock is a private corporation founded by Roy E. Disney as the Disney family's investment firm. The family completely owns Shamrock and remains its sole investor.
4. ↑  Fearless (Taylor's Version) was also nominated alongside Red (Taylor's Version) in the category, giving Swift two simultaneous nominations for the same award.
5. ↑  Swift's tenth original studio album, Midnights, was also nominated alongside Red (Taylor's Version)—a double nomination for Swift.
6. ↑  30, the fourth studio album by English singer Адель, surpassed the first-week tally of Red (Taylor's Version) and garnered the biggest sales week of 2021 in the US and the UK.[106][107]

Логотип перезаписаного альбому з додатковим підзаголовком «Версія Тейлора»

7. ↑  Such as Domino's, Kansas City Chiefs, M&M's, Olive Garden, Oreo, Panera Bread, Skittles, Sour Patch Kids, Starbucks, and Taco Bell.